# Port lotniczy Lokichogio
Port lotniczy Lokichogio (IATA: LKG, ICAO: HKLK) – port lotniczy położony w Lokichogio, w prowincji Wielkiego Rowu, w Kenii.

## Kierunki lotów i linie lotnicze
| Linia Lotnicza            | Kierunek                              |
| ------------------------- | ------------------------------------- |
| Aircraft Leasing Services | 1. Lodwar 2. Nairobi-Wilson 3. Rumbek |